# Philosepedon amblytes
Philosepedon amblytes är en tvåvingeart som beskrevs av Quate 1999. Philosepedon amblytes ingår i släktet Philosepedon och familjen fjärilsmyggor. Inga underarter finns listade i Catalogue of Life.